# Privlaka (Zára megye)
Privlaka (olaszul: Brevilacqua) falu és község Horvátországban Zára megyében.

## Fekvése
Zárától légvonalban 18 km-re, közúton 21 km-re északnyugatra, a Nini-öblöt északnyugatról lezáró sík és tágas (7 km hosszú és 4 km széles) Privlakai-félszigeten fekszik. Számos homokos öblének (ahol néhány helyen még gyógyiszap is található) köszönhetően a turisták körében is vonzó üdülőhely. Könnyen megközelíthető a Zára-Nin-Vir-sziget útvonalon. A Vir-szigettől a 300 méter széles és 3 méter mély Privlakai-gázló (Privlački gaz) választja el, amelyen 1976 óta híd ível át.

## Története
Privlaka sekély tengerparti fekvése, termékeny földje, ivóvízben való bősége, amelyet a területén található számos kút is jelez már az őskortól fogva letelepedésre vonzotta az embert. Ezt igazolja az itt talált számos régészeti lelet, melyeket az i. e. 40000 és i. e. 2000 közötti időszakból találtak, illetve a földből szántottak ki. Az összesen 27 különböző lelőhelyen talált 3066 tárgy között kézzel megmunkált kőkések, árak és egyéb kőszerszámok találhatók. A kora középkori leletek közül említésre méltó a Brtalić-fok alatt a parton talált pénzérmék és egy olajmécses. A feltárások megerősítették egy kora keresztény templom létezését is. Nemrég került elő egy kereszt alakú bronz fibula, amely a horvát betelepülés körüli időszakból származik. A település első írásos említése még 1296-ból származik, amikor a nini Mir fia a zárai Ivan kéri Tarallo Henrik zárai jegyzőt, hogy állítson össze számára egy végrendeletet, melyben többek között „Vinea mea de Privlaka” (az én privlakai szőlőm) kifejezés is szerepel. Története során hajósok, halászok, homokszedők (sabunjari) települése volt. Egykori jelentőségét bizonyítják középkori eredetű szakrális építményei a 13. századi Szent Borbála templom Grbić településrészen a Ninből Privlakára menő út északi oldalán áll. Az ettől 1 km-re északra a szőlőhegy melletti kis magaslaton álló 14. századi Szent Katalin templom és a szintén 14. századi Szent Vid templom Kupar település egykori plébániatemploma. A többi szakrális építmény között még meg kell említeni a 17. századi Szent Péter valamint az 1398-ban épített a Szent Kristóf templomot, amelyből azonban ma már semmi sem látszik. A szőlőtermesztés mellett élénk kereskedelem is folyt itt. Fennmaradt négy 14. századi adásvételi szerződés, melyben sót adtak el zárai kereskedőknek és kézműveseknek. Története során a település neve „Brevilaqua”, „Privilacha”, „Priulacha” alakban szerepel. Területe 15. századtól a Velencei Köztársasághoz tartozott. A 18. század végén Napóleon megszüntette a Velencei Köztársaságot. 1797 és 1805 között Habsburg uralom alá került, majd az egész Dalmáciával együtt az Első Francia Császárság része lett. 1815-ben a bécsi kongresszus újra Ausztriának adta, amely a Dalmát Királyság részeként Zárából igazgatta 1918-ig. A településnek 1857-ben 548, 1910-ben 1109 lakosa volt. Az első világháborút követően előbb a Szerb-Horvát-Szlovén Királyság, majd Jugoszlávia része lett. A falunak 2011-ben 2253 lakosa volt, akik hagyományosan mezőgazdasággal (főként szőlő- és olivatermesztéssel), állattartással és halászattal, valamint újabban turizmussal foglalkoznak.

## Lakosság
| Lakosság változása | Lakosság változása | Lakosság változása | Lakosság változása | Lakosság változása | Lakosság változása | Lakosság változása | Lakosság változása | Lakosság változása | Lakosság változása | Lakosság változása | Lakosság változása | Lakosság változása | Lakosság változása | Lakosság változása | Lakosság változása |
| ------------------ | ------------------ | ------------------ | ------------------ | ------------------ | ------------------ | ------------------ | ------------------ | ------------------ | ------------------ | ------------------ | ------------------ | ------------------ | ------------------ | ------------------ | ------------------ |
| 1857               | 1869               | 1880               | 1890               | 1900               | 1910               | 1921               | 1931               | 1948               | 1953               | 1961               | 1971               | 1981               | 1991               | 2001               | 2011               |
| 548                | 669                | 725                | 831                | 941                | 1.109              | 1.400              | 1.530              | 2.179              | 2.318              | 2.364              | 2.594              | 2.281              | 2.988              | 2.199              | 2.253              |

## Nevezetességei
- Szűz Mária tiszteletére szentelt plébániatemploma a 19. században épült, a dalmáciai klasszicista építészet egyik legszebb példája. A templom az egykori faluszélen állt, ma közvetlenül előtte halad át a települést átszelő főútvonal. Főoltárképén Mária életéből vett ismert jelenetek ábrázolása látható.
- Grbić településrészen a Ninből Privlakára menő út északi oldalán áll a 13. századi Szent Borbála templom. Két régi térképen 1675-ben és 1678-ban is jelölik.
- A 14. századi Szent Katalin templom a szőlőhegy melletti kis magaslaton áll.
- A 14. századi Szent Vid templomot a gyógyszerészek, a táncosok és színészek védőszentjének tiszteletére építették. Szentmisét csak júniusban a szent ünnepén tartanak benne.[4]
- A Szent Péter templom a 17. században épült.
- A szakrális építmények mellett fennmaradtak a régi privlakai kutak is, amelyek az itteni élet alapját jelentették és a szerelmesek titkos találkahelyeként is szolgáltak. Mára 12 maradt meg közülük, melyek közül a leghíresebb a Szent Vid templomtól északra található Sokolar kút, amelyhez egy szerencsétlen szerelmesről szóló ismert helyi legenda is fűződik.
- Érdemes a falu festői fekvésű kikötőjébe korán érkezni, amikor a helyi halászok a hajnali halfogás után a hagyományos módon válogatják át a zsákmányt és kínálják a friss halat. A kikötőből nyugat felé az egész félszigeten végigvezető sétány indul és napnyugtakor felejthetetlen látványt nyújt.
- A település az ún. szabunjarokról is nevezetes. Ők azok az emberek, akik nagy nehézségek árán termelnek ki a tengerből homokot, amelyet aztán fából ácsolt hajóikon az egész horvát tengerpart mentén szállítanak. A szabunjárok olyan mély nyomokat hagytak a privlakai emberek életében, hogy a helyi labdarúgóklub is az ő nevüket viseli.

## Fordítás
- Ez a szócikk részben vagy egészben  a   Privlaka (Zadarska županija) című horvát Wikipédia-szócikk ezen változatának fordításán alapul.  Az eredeti cikk szerkesztőit annak laptörténete sorolja fel. Ez a jelzés csupán a megfogalmazás eredetét és a szerzői jogokat jelzi, nem szolgál a cikkben szereplő információk forrásmegjelöléseként.